# David Corceiro
David Corceiro est une personnalité politique française, né le 3 août 1977 à Saint-Denis. Il est député de la sixième circonscription du Val-d'Oise entre 2020 et 2022, en remplacement de la secrétaire d'État Nathalie Élimas.

## Biographie
Né le 3 août 1977 à Saint-Denis dans le département de la Seine-Saint-Denis. 
Il devient député le 27 août 2020 à la suite de l'entrée en fonction au gouvernement de Nathalie Elimas. Il rejoint le groupe MoDem.

### Parcours politique

#### Début en politique
Lors de l'élection présidentielle de 2017, il apporte son soutien au candidat Emmanuel Macron et participe à la création du mouvement En Marche dans le Val-d'Oise. 
En juin 2017, il devient suppléant de Nathalie Élimas lors de son élection en tant que députée.  
Aux élections départementales 2021, il est candidat MoDem-Lrem pour le canton de Montmorency. Il est éliminé dès le premier tour en arrivant en troisième position avec 22,85% des suffrages exprimés sur le canton, et 18,62% sur la commune de Soisy-sous-Montmorency, loin derrière le maire Luc Strehaiano qui obtient 46,42% sur la ville et l'union de la gauche et des écologistes qui récolte 21,72%.

#### Député de la6ecirconscription du Val-d'Oise
Après la nomination de Nathalie Élimas au sein du gouvernement Jean Castex en tant que secrétaire d'État chargée de l'Éducation prioritaire, David Corceiro, son suppléant, devient alors député de la 6ème circonscription du Val-D'Oise. À l'Assemblée Nationale il est membre de la commission des Affaires économiques.
Son mandat de député prend fin début avril 2022, un mois après le départ de Nathalie Élimas du gouvernement dû à l'ouverture d'une enquête préliminaire du parquet de Paris pour harcèlement moral,.